# Comuna Pojezerje, Dubrovnik-Neretva
Pojezerje este o comună în cantonul Dubrovnik-Neretva, Croația, având o populație de 991 de locuitori (2011).

## Demografie
Componența etnică a comunei Pojezerje
     Croați (99,7%)
     Necunoscut (0%)
     Neclasificat (0,2%)
Componența confesională a comunei Pojezerje
     Catolici (99,29%)
     Necunoscută (0,4%)
     Alte religii (0,3%)
Conform recensământului din 2011, comuna Pojezerje avea 991 de locuitori. Din punct de vedere etnic, majoritatea locuitorilor (99,7%) erau croați. Din punct de vedere confesional, majoritatea locuitorilor (99,29%) erau catolici. Pentru 0,4% din locuitori nu este cunoscută apartenența confesională.